# Concílios da Arábia
Os Concílios da Arábia foram dois concílios da Igreja Primitiva realizada em Bostra, na Arábia Petreia; um em 246 e outro em 247. Ambos foram contra Berilo, o bispo local, e seus seguidores, que acreditavam que a alma perecia com a morte do corpo, mas que um dia ressuscitaria com o corpo. Orígenes, que esteve presente em ambos os concílios, os convenceu de que sua crença era herética.